# Put Up or Shut Up
Put Up or Shut Up es el segundo EP de la banda estadounidense All Time Low, producido por Paul Leavitt. Es el primer trabajo discográfico que publicó el sello Hopeless Records de la banda. Este se lanzó el 25 de julio de 2006; para fines de 2007, Put Up or Shut Up había vendida 60 000 copias en los Estados Unidos. El título del mismo proviene de la canción «Break Out! Break Out!», segunda pista del EP. Cinco de las canciones en este pertenecen a su primer álbum de estudio, The Party Scene, de 2005.

## Lista de canciones
| Put Up or Shut Up |                                    |          |  |
| N.º               | Título                             | Duración |  |
| 1.                | «Coffee Shop Soundtrack»           | 3:01     |  |
| 2.                | «Break Out! Break Out!»            | 3:03     |  |
| 3.                | «The Girl's a Straight-Up Hustler» | 3:38     |  |
| 4.                | «Jasey Rae»                        | 3:39     |  |
| 5.                | «The Party Scene»                  | 2:57     |  |
| 6.                | «Running from Lions»               | 3:01     |  |
| 7.                | «Lullabies»                        | 4:03     |  |
| 23:24             |                                    |          |  |

## Créditos
- Jack Barakat: guitarra.
- Rian Dawson: batería.
- Alex Gaskarth: voz principal, composición, guitarra rítmica, piano, sintetizador.
- Zack Merrick: bajo, coro.